# Lucia Annibali
Lucia Annibali (ur. 18 września 1977 w Urbino) – włoska polityk, prawniczka i działaczka społeczna, posłanka do Izby Deputowanych.

## Życiorys
Z wykształcenia prawniczka, praktykowała jako adwokat. 16 kwietnia 2013 została zaatakowana przez dwóch mężczyzn albańskiego pochodzenia, jej twarz została wówczas oblana i poparzona kwasem, ostatecznie udało się uratować jej wzrok. Napastnicy, jak ustalono, zostali nasłani przez byłego partnera kobiety. Mężczyznę skazano za ten czyn na karę 20 lat pozbawienia wolności, a Albańczyków na kary po 12 lat pozbawienia wolności.
Po rekonwalescencji Lucia Annibali zaangażowała się w działalność społeczną przeciwko przemocy, stając się rozpoznawalną osobą publiczną. Swoje wspomnienia spisała w publikacji książkowej, na jej podstawie powstał film telewizyjny Io ci sono, w którym główną rolę zagrała Cristiana Capotondi.
Była doradcą podsekretarz stanu Marii Eleny Boschi. W 2018 przyjęła propozycję wystartowania z ramienia Partii Demokratycznej do parlamentu. Uzyskała wówczas mandat posłanki do Izby Deputowanych XVIII kadencji. We wrześniu 2019 dołączyła do partii Italia Viva, którą założył wówczas były premier Matteo Renzi. W 2022 z powodzeniem ubiegała się o poselską reelekcję.
Odznaczona Orderem Zasługi Republiki Włoskiej V klasy (2013).